# Lentinellus castoreus
Lentinellus castoreus (Fr.) Maire & Kühner – gatunek grzybów z rodziny szyszkogłówkowatych (Auriscalpiaceae).

## Systematyka i nazewnictwo
Pozycja w klasyfikacji według Index Fungorum: Lentinellus, Auriscalpiaceae, Russulales, Incertae sedis, Agaricomycetes, Agaricomycotina, Basidiomycota, Fungi.
Po raz pierwszy takson ten opisał w 1821 r. Elias Fries, nadając mu nazwę Lentinus castoreus. Obecną, uznaną przez Index Fungorum nazwę nadali mu René Charles Maire i Robert Kühner.

## Występowanie i siedlisko
Występuje w Azji, Amerykach, Australii i Europie, w tym w Polsce. Według Wojewody jest to synonim Lentinellus ursinus, ale Kujawa et al wymieniają gatunek L. castoreus w pracy Wystawy grzybów w Białowieskim Parku Narodowym 1993-2023.